# Arno
För andra betydelser, se Arno (olika betydelser).
Arno är en 241 kilometer lång flod i mellersta Italien. Den har sin källa vid Monte Falterona (1 654 möh) i bergskedjan Apenninerna och rinner genom städerna Florens och Pisa. Avrinningsområdet är 8 228 km². Medelflödet vid mynningen är 110 m³/s. I november 1966 svämmade floden över, vilket ledde till svåra skador på Florens stad.
Liksom många andra floder i medelhavsområdet har Arno starkt varierande vattenflöde: Från våldsamt brusande och fylld till brädden med smältvatten på våren, till en stilla porlande bäck på bottnen av flodfåran på hösten. Detta har många gånger orsakat översvämningar och jordskred på vårarna. Vid översvämningen 4 november 1966 brast Arnos fördämningar vid Florens, så att minst 40 personer dödades och otaliga unika böcker och konstnärliga mästerverk ödelades eller skadades. Fortfarande 40 år efter den katastrofen väntar hundratals verk på att bli restaurerade. Nyanlagda fördämningar högre upp i flödet har gjort det möjligt att reglera och utjämna vattenflödet så att riskerna för översvämning i Florens nu är mycket mindre.

### Fotnoter
1. ↑  ”Konst utan långa köer”. Kristianstadsbladet. 13 februari 2004. https://www.kristianstadsbladet.se/resor/konst-utan-langa-koer/. Läst 27 juli 2016.
2. ↑  McLean, Alison (November 2006): «This Month in History» i: Smithsonian 37 (8), s. 34.